# Уинфилд (тауншип, Миннесота)
Уинфилд (англ. Winfield) — тауншип в округе Ренвилл, Миннесота, США. На 2000 год его население составило 252 человека.

## География
По данным Бюро переписи населения США площадь тауншипа составляет 94,7 км², из которых 94,6 км² занимает суша, а 0,1 км² — вода (0,14 %).

## Демография
По данным переписи населения 2000 года здесь находились 252 человека, 90 домохозяйств и 72 семьи.  Плотность населения —  2,7 чел./км².  На территории тауншипа расположено 91 постройка со средней плотностью 1,0 построек на один квадратный километр. Расовый состав населения: 98,02 % белых и 1,98 % азиатов. Испанцы или латиноамериканцы любой расы составляли 1,98 % от популяции тауншипа.
Из 90 домохозяйств в 40,0 % воспитывались дети до 18 лет, в 70,0 % проживали супружеские пары, в 4,4 % проживали незамужние женщины и в 20,0 % домохозяйств проживали несемейные люди. 16,7 % домохозяйств состояли из одного человека, при том 4,4 % из — одиноких пожилых людей старше 65 лет. Средний размер домохозяйства — 2,80, а семьи — 3,11 человека.
28,2 % населения — младше 18 лет, 6,7 % — в возрасте от 18 до 24 лет, 29,8 % — от 25 до 44, 23,0 % — от 45 до 64, и 12,3 % — старше 65 лет. Средний возраст — 38 лет. На каждые 100 женщин приходилось 125,0 мужчин.  На каждые 100 женщин старше 18 приходилось 135,1 мужчин.
Средний годовой доход домохозяйства составлял 35 893 доллара, а средний годовой доход семьи —  39 000 долларов. Средний доход мужчин —  25 769  долларов, в то время как у женщин — 17 188. Доход на душу населения составил 15 181 доллар. За чертой бедности находились 8,8 % семей и 7,6 % всего населения тауншипа, из которых 13,8 % старше 65 лет.